# William Hanes Ayres

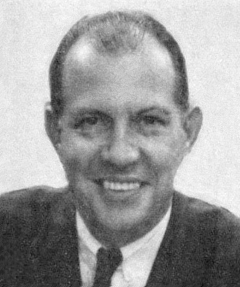
William Hanes Ayres (1965)

William Hanes Ayres (* 5. Februar 1916 in Eagle Rock, Botetourt County, Virginia; † 27. Dezember 2000 in Columbia, Maryland) war ein US-amerikanischer Politiker. Zwischen 1951 und 1971 vertrat er den Bundesstaat Ohio im US-Repräsentantenhaus.

## Werdegang
Noch in seiner Jugend zog William Ayres mit seinen Eltern zunächst nach West Virginia und dann in das Lorain County in Ohio. Er besuchte die Weller Township High School. Im Jahr 1936 absolvierte er die Western Reserve University in Cleveland. Zwischen 1936 und 1944 war er in Akron Verkäufer von Heizungszubehör. Während der Endphase des Zweiten Weltkrieges diente er bis zum 17. Dezember 1945 in der US Army. Seit 1946 war er Präsident der in Akron ansässigen Firma Ayres Heating & Insulation Co. Politisch schloss er sich der Republikanischen Partei an.
Bei den Kongresswahlen des Jahres 1950 wurde Ayres im 14. Wahlbezirk von Ohio in das US-Repräsentantenhaus in Washington, D.C. gewählt, wo er am 3. Januar 1951 die Nachfolge des Demokraten Walter B. Huber antrat. Nach neun Wiederwahlen konnte er bis zum 3. Januar 1971 zehn Legislaturperioden im Kongress absolvieren. In seine Zeit im Kongress fielen der Kalte Krieg, der Koreakrieg und innenpolitisch die Bürgerrechtsbewegung, sowie der Vietnamkrieg. Im Jahr 1970 wurde er nicht wiedergewählt.
Nach dem Ende seiner Zeit im US-Repräsentantenhaus ist William Ayres politisch nicht mehr in Erscheinung getreten. Er starb am 27. Dezember 2000 in Columbia und wurde auf dem Nationalfriedhof Arlington in Virginia beigesetzt.